# Quinto Pompônio Segundo
Quinto Pompônio Segundo (em latim: Quintus Pomponius Secundus) foi um senador romano nomeado cônsul sufecto em 41 no lugar do imperador Calígula, que seria assassinado menos de duas semanas depois.

## Família e ancestrais
O poeta e senador Públio Pompônio Segundo era seu irmão e Milônia Cesônia, segunda esposa de Calígula, era meio-irmã dos dois através da mãe deles, a famosa Vistília. Não se sabe quem foi o pai deles com certeza. O historiador Ronald Syme sugere que pode ter sido Caio Pompônio Grecino, cônsul sufecto em 16, ou seu irmão, Lúcio Pompônio Flaco, cônsul no mesmo ano. Vistília, por outro lado, teve sete filhos com seis maridos diferentes e só os irmãos Pompônios são filhos dela com um mesmo marido.

## Carreira
Durante o reinado de Tibério, os irmãos acabaram implicados no turbilhão político que resultou da queda de Lúcio Élio Sejano, o poderoso prefeito pretoriano do imperador. Um dos associados de Sejano chamado Élio Galo fugiu para a casa de Públio Pompônio na esperança de que ele o protegesse. Por causa disto, Pompônio foi um dos acusados por Consídio Próculo, um ex-pretor, de tramar uma revolta. Públio foi colocado em prisão domiciliar e Quinto garantiu que ele não fugiria.
Em 33, Consídio foi processado por traição, saiu preso de sua residência no meio dos festejos pelo seu aniversário e executado. Quinto Pompônio acusou a irmã dele, Sância, que também foi executada. Ele justificou que esta acusação tinha por objetivo cair nas graças do imperador e assegurar a segurança de Públio, que permaneceu confinado até a morte de Tibério quatro anos depois. Em 41, Calígula, que começou seu consulado com Cneu Sêncio Saturnino, renunciou depois da primeira semana de janeiro, nomeando Pompônio cônsul sufecto. Nem duas semanas depois, o imperador foi assassinado com Milônia Cesônia, e vários membros da família imperial. Pompônio, a quem Dião Cássio descreveu como um bajulador do imperador, conseguiu de alguma forma escapar da morte pelas mãos da Guarda Pretoriana. Ele permaneceu no cargo com Saturnino, provavelmente até as calendas de julho; há registros dos dois no cargo ainda em 25 de junho, mas outros pares de cônsules são conhecidos para o resto do ano.
No ano seguinte, Públio Suílio Rufo, um notório delator, e outro meio-irmão dos Pompônios, acusou Marco Fúrio Camilo Escriboniano, o cônsul em 32, e a mãe dele, Júnia, de terem se consultados com astrólogos para descobrirem a data da morte do imperador. Escriboniano, que era então governador da Dalmácia, se revoltou contra o imperador. Quinto Pompônio, o alvo da incessante perseguição de Suílio, se juntou à revolta, que foi esmagada em apenas cinco dias. Camilo recebeu permissão para viver no exílio por mais alguns anos, mas o destino de Pompônio é desconhecido. A reputação de Públio nada sofreu por causa deste incidente.